# エイディ・ブライアント
エイデン・マッケンジー・ブライアント（Aidy Bryant,1987年5月7日-）はアメリカ合衆国のコメディエンヌ、女優である。『サタデー・ナイト・ライブ』にレギュラー出演していることで知られている。

## 生い立ち
1987年5月7日、ブライアントはアリゾナ州フェニックスに生まれた。母親のジョージーナはフェニックスでブティックを経営していた。グサヴィエ・カレッジ・プレパラトリーに入学したブライアントは朝の全校放送を担当していた。高校在学中から、ブライアントは演劇教室やサマーキャンプに参加することで演技への関心・技能を高めていった。彼女が特に入れ込んだのは即興演劇だった。両親は地元のユダヤ系劇団が主催する即興劇のワークショップにブライアントを連れて行った。
2009年、ブライアントはコロンビア・カレッジ・シカゴを卒業した。在学中、ブライアントは大学の喜劇の授業に参加していた。

## キャリア
大学を卒業したブライアントは即興ミュージカル劇団のベイビー・ウォンツ・キャンディに所属して女優としての活動を始めた。そこでの活動が認められて、ブライアントはiOシカゴやザ・セカンド・シティの舞台に出演するようになった。後者の舞台では脚本も担当していた。
2012年9月15日、ブライアントはコメディエンヌの登竜門である『サタデー・ナイト・ライブ』に初出演を果たした。
2013年にはIFCのコメディ番組『Comedy Bang! Bang! 』のシーズン2のレギュラーキャストに抜擢された。2014年にはカメオ出演という形ではあったものの、ハリウッドの大作映画『アメイジング・スパイダーマン2』に出演することができた。その後も、ブライアントはテレビドラマへのゲスト出演を積み重ねている。

## 出演

### 映画
| 公開年 | タイトル                                                     | 役名             | Notes    |
| ------ | ------------------------------------------------------------ | ---------------- | -------- |
| 2014   | アメイジング・スパイダーマン2 The Amazing Spider-Man 2       | 自由の女神像     |          |
| 2014   | Kids                                                         | Sarah            | 短編映画 |
| 2015   | Prom Queen                                                   | Teacher #1       | 短編映画 |
| 2016   | ブラザー・ネイチャー/プロポーズは命がけ Brother Nature       | ダナ・カールマン |          |
| 2017   | ビッグ・シック ぼくたちの大いなる目ざめ The Big Sick         | メアリー         |          |
| 2017   | ザ・スター はじめてのクリスマス The Star                     | ルース           | 声の出演 |
| 2018   | アイ・フィール・プリティ! 人生最高のハプニング I Feel Pretty | ヴィヴィアン     |          |

### テレビ番組
| 年           | タイトル                                     | 役名                      | Notes                                                  |
| ------------ | -------------------------------------------- | ------------------------- | ------------------------------------------------------ |
| 2012–2014    | Shrink                                       | Kendra Harnz              | 計3話に出演                                            |
| 2012–present | サタデー・ナイト・ライブ Saturday Night Live | 様々なキャラクター        | 計115話に出演                                          |
| 2012         | Saturday Night Live Weekend Update Thursday  | 裁判官/女性/パトロン      | 計2話に出演                                            |
| 2013         | Comedy Bang! Bang!                           |                           | 計2話に出演                                            |
| 2014         | The Greatest Event in Television History     | Amy                       | 第4話「Bosom Buddies」に出演                           |
| 2015         | Broad City                                   | Allie                     | シーズン2第10話「St. Marks」に出演                     |
| 2015         | Documentary Now!                             | Anne Severino             | シーズン1第5話「A Town, a Gangster, a Festival」に出演 |
| 2015         | The Awesomes                                 | Unknown character (voice) | 計2話に出演                                            |
| 2015–2017    | GIRLS/ガールズ Girls                         | アビゲイル                | 計4話に出演                                            |
| 2016         | Horace and Pete                              | Alice Wittel              | 計4話に出演                                            |
| 2017         | Danger & Eggs                                | D.D. Danger (voice)       | 計13話に出演                                           |
| 2017         | At Home with Amy Sedaris                     |                           | シーズン1第8話「Out of This World」に出演              |
| 2018         | Portlandia                                   |                           | シーズン8第2話「Shared Workspace」に出演               |